# 冲乎尔镇
冲乎尔镇，是中华人民共和国新疆维吾尔自治区阿勒泰地区布尔津县下辖的一个乡镇级行政单位。

## 沿革
冲乎尔位于布尔津县中部，布尔津河上游，东邻阿勒泰市，西靠窝依莫克镇，南接杜来提乡，北与禾木哈纳斯蒙古族乡相连，乡政府驻冲乎尔村。冲乎尔系哈萨克语，意为“盆地”。1951年8月，设临时政府。1952年，改称第一区，下辖河东、河西、海流滩、禾木河、喀纳斯5个乡。1958年，撤销第一区，将原5乡合并为河东、河西2乡。1958年公社化时，分别改河东、河西为红旗人民公社、火箭人民公社。1959年2月红旗与火箭合并为红旗公社。1980年，改称冲乎尔公社。1984年，改公社建乡时称冲乎尔乡。
2014年7月21日，中国住房和城乡建设部、发展和改革委员会、财政部、国土资源部、农业部、民政部、科学技术部将新疆的111个镇列为全国重点镇，冲乎尔镇位列其中。

## 文化
2015年，由国家住房和城乡建设部、国家旅游局评选出的第三批全国特色景观旅游名镇名村对外公布，其中阿勒泰地区布尔津县冲乎尔镇入选。每年12月至来年1月，当地举办冲乎尔镇雾凇节，该节日已成为布尔津县冬季旅游的代表。

## 行政区划
冲乎尔镇下辖以下地区：
喀拉克木尔村、库须根村、孔吐汗村、布拉乃村、齐巴尔托布勒格村、阿克阿依日克村、阿木拉西台村、阿克齐村、冲乎尔村、江阿吉尔村和克孜勒塔斯村。